# 朝鲜驻尼泊尔大使馆
朝鲜民主主义人民共和国驻尼泊尔大使馆设立于尼泊尔加德满都，是朝鲜民主主义人民共和国驻尼泊尔的外交代表机构。2023年10月下旬开始，朝鲜调整驻外使领馆设置，连续关闭多个驻外使领馆，驻尼泊尔大使馆也在闭馆之列。

## 历史沿革
1974年5月15日，朝鲜与尼泊尔建交。同年，朝鲜大使馆在加德满都开馆。
2023年10月下旬开始，朝鲜连续关闭多个驻外使领馆，驻乌干达、安哥拉、西班牙大使馆和驻香港总领事馆先后关闭。11月3日，朝鲜外务省发言人回应称：根据国际环境和朝鲜外交政策变化，朝鲜正在撤销和新设对外机构。
11月6日，朝鲜驻尼泊尔大使赵永万辞行拜会尼泊尔总理普拉昌达。赵永万通报了朝方的闭馆决定，朝鲜驻印度大使馆今后将兼辖尼泊尔。驻尼泊尔大使馆也成为这一波调整中第五个关闭的使领馆。

## 历任馆长
- 金永秀（朝鲜语：／ Kim Yong Su）：2013年12月离任，大使[7]
- 金勇学（朝鲜语：／ Kim Yong Hak）：2014年2月8日被任命为大使[8]
- 赵永万（朝鲜语：／ Jo Yong Man）：2019年1月-2023年11月，大使[9][5]